# مشاور مدیریت
مشاوره مدیریت (انگلیسی: Management consulting) نوعی از خدمات مشاوره است که با هدف بهبود عملکرد مدیریتی، مورد استفاده سازمان‌ها قرار می‌گیرد. مشاور مدیریت اغلب راه‌های بهبود کارایی سازمان را بررسی کرده و بهترین گزینه و راه حل را به مدیران ارشد پیشنهاد می‌کند. مشاور مدیریت به مدیران در حوزه‌های مختلفی چون افزایش سودآوری، کاهش هزینه‌ها و افزایش درآمد، آنالیز فرایند، توسعه فناوری، مدیریت تغییر، تدوین استراتژی، توسعه محصولات یا روش استخدام و آموزش نیروی انسانی، مشاوره می‌دهد.
نخستین شرکت فعال در زمینه مشاور مدیریت، شرکت آرتور دی. لیتل بود، که در سال ۱۸۸۶ تأسیس شد و اولین مشاور مدیریت مستقل نیز فردریک وینسلو تیلور بود، که در سال ۱۸۹۳ فعالیت خود را در فیلادلفیا آغاز کرد. حوزه مشاوره مدیریت در اوایل دهه ۱۹۸۰ در پی افزایش تقاضای شرکت‌ها جهت دریافت مشاوره‌های استراتژی و سازمانی، رشد قابل توجهی نمود. با توسعه فناوری اطلاعات در دهه ۱۹۹۰ و ورود شرکت‌های بزرگ حسابرسی به حوزه مشاوره فناوری و سپس مشاور مدیریت، امروزه شرکت‌های بزرگی چون دیلویت، پرایس واتر هاوس کوپرز، کی‌پی‌ام‌جی و ارنست اند یانگ، به عنوان بزرگترین شرکت‌ها در زمینه ارائه خدمات مشاور مدیریت شناخته می‌شوند.

## استانداردهای بین‌المللی
سازمان ایزو سند استاندارد بین‌المللی ISO 20700 را برای سرویس‌های مشاوره مدیریت در ژوئن ۲۰۱۷ منتشر کرد. این سند اولین استاندارد را برای صنعت مشاوره مدیریت ارائه می‌دهد. مدرک بین‌المللی برای افراد شاغل در حوزه مشاوره مدیریت نیز CMC نام دارد که به مشاوران مدیریت تصدیق شده تعلق می‌گیرد.

## تفاوت چهار نقش مشاور، رایزن، مربی و راهنما

### مشاور یا Consultant
مشاور یا همان Consultant با داده‌ها و اطلاعات کار می‌کند. به گونه‌ای او یک محقق است که ورودی‌های بسیاری از کارفرما و دیگر ذی‌نفعان تحقیق می‌گیرد و خروجی کارش تحلیل‌هایی‌ست به کمک ابزارهایش می‌دهد. مدل‌های مفهومی، چارت‌ها، جداول و ماتریس‌ها و تمام ابزارهای مدیریتی که یافته‌های یک تحقیق را منظم می‌کند. مشاورها کمتر به صورت فردی، و بیشتر به صورت شرکت‌های مشاوره‌ی مدیریت (Firms) دیده می‌شوند. نمونه‌های موفق جهانی شرکت‌های مشاوره مدیریت به «چهار غول مشاوره»مشهورند و شامل شرکت‌هایی چون Deloitte ،KPMG ،PwC ،EY و McKinsey می‌شوند که بر اساس رقابت در این لیست چهارتایی قرار می‌گیرند. مشاوران به حرفه‌ای‌گری و حرفه‌ای‌گرایی معروفند و شاید از همین رو باشد که دوره‌ی کارآموزی و آغاز کار بسیاری از کارآفرینان موفق بین‌المللی در این شرکت‌ها گذرانده شده است.

### رایزن یا Advisor
اگرچه واژه‌ی Advisor در زبان فارسی به صورت تحت الفظی به «مشاور» ترجمه می‌شود، اما برای تمایز بخشیدن به آن با Consultant از ترجمه‌ی رایزن استفاده می‌شود. رایزن‌ها را ‌می‌توان معمولاً در گروه‌های کوچکتر و تخصصی‌تر نسبت به مشاوران دید. از مشخص‌ترین تفاوت‌های رایزن‌ها و مشاوران می‌توان به نوع تعامل با آنان اشاره کرد. رایزن‌ها عموماً به اندازه‌ی مشاورها چهارچوب ندارند، سؤالات متعدد و ساختارمند نمی‌پرسند و معمولاً نه با داده و اطلاعات بلکه با تبدیل اطلاعات به دانش سر و کار دارند. توصیه‌هایی که رایزن‌ها برای کارفرماها دارند معمولاً از مشاهدات و تجربیات شخصی‌ست که قبل‌تر انجام داده‌اند و به همین دلیل ممکن است دستمزدهای بالاتری را طلب کنند. رایزن‌ها همچنین به دلیل اینکه در یک یا چند رشته عمیق‌تر می‌شوند، شبکه‌ حرفه‌ای بزرگی در آن صنعت یا موضوع دارند. این سرمایه‌ی اجتماعی می‌تواند تا حدی بزرگ باشد که گاهی اوقات استفاده از نام آنها در گروه رایزن‌های سازمان، می‌تواند برای آن سازمان ارزش‌آفرینی کند.
خروجی رایزن‌ها کمتر مکتوب است و بیشتر به صورت حضور در جلسات و کمک در مذاکرات و بستن قراردادها خود را نشان می‌دهد. رایزن‌ها در گروه‌های کوچکتری کار می‌کنند و اما مدت پروژه‌هایی که دارند بلند مدت‌تر است. به عنوان مثال رایزن یک سازمان ممکن است چند سال با آن سازمان همراه باشد و در بزنگاه‌های گوناگون آن سازمان را همراهی کند. اما مشاور‌ها معمولاً بر روی پروژه‌هایی مشخص کار می‌کنند که زمان کوتاهی را شامل می‌شود. همچنین مدل مالی تعامل با مشاوران معمولاً بر اساس انجام پروژه، و مدل تعامل با رایزن‌ها غالباً بر اساس پرداخت ثابت ماهانه است.

### راهنما یا Mentor
نزدیک‌ترین نقشی که می‌توان برای راهنما یا منتور انتخاب کرد، یک الگوست. منتور یک الگوی (اقتصادی، شخصی، و…) برای دیگری‌ست که شخص از طریق با او بودن کسب دانش می‌کند و کم کم منش او را تقلید می‌کند تا شعورِ پس آن منش را درک نماید.  اگر بر اساس مدل مدیریت دانش DIKW سطوح گوناگون دانستنی‌ها را داده‌ها، اطلاعات، دانش و خرد بدانیم، مشاور بیشتر با داده‌ها و اطلاعات، رایزن بیشتر با دانش و راهنما با خرد سر و کار دارد.

### مربی یا Coach
در مقابل منتور یا راهنما که کمتر آموزش دیدنی‌ست، مربی بودن و مربی‌گری می‌تواند آموزش دیده شود. در حقیقت، تخصص مربی‌ها می‌تواند همان مربی بودن باشد و لازم نیست در زمینه‌ی حرفه‌ای که می‌خواهند مشورت دهند دانش تخصصی داشته باشد. هدف مربی، تسهیل یادگیری، افزایش تمرکز و ارتقای کارآمدی تیم یا فرد است. اگرچه مربی‌های ورزشی مشهورترین نوع مربیان هستند، اما مربی‌ها می‌توانند در مسیر حرفه‌ای، مسیر شخصی زندگی، روابط، سخنرانی و … متخصص باشند. مربی‌ها با پرداختن به ابعاد فردی شخص به او کمک می‌کنند تا برای پرسش‌های مهمی که در ذهن دارد پاسخ‌هایی بیابد. آنها برای افزایش تمرکز، طرح پرسش‌های درست، و تقویت کارکرد شخص یا تیم آموزش دیده‌اند و راهکار و حتی ابزارهایی پیشنهاد می‌دهند.